# 兴城古城
40°37′15″N 120°42′27″E / 40.62083°N 120.70750°E
兴城古城位于中国辽宁省兴城市，古称宁远，是现存最完整的明代卫城，主要明代遗迹有文庙、祖氏石坊、钟鼓楼、城墙，其中兴城城墙已于1988年被列为第三批全国重点文物保护单位，其它几处文物于2006年作为第六批全国重点文物保护单位的合并项目与兴城城墙合并。
兴城文庙位于头道牌坊东胡同24号，始建于明宣德五年（1430年），坐北朝南，占地16800平方米，中轴线上有照壁、棂星门、泮池、戟门、大成殿、崇圣祠，两侧有下马碑、角门、碑亭、更衣听、祭器库、名宦祠、乡贤祠、东西庑等建筑。
祖氏石坊在延辉街，南北两座，分别为祖大寿、祖大乐兄弟所建。祖大寿石坊在南侧，名“忠贞胆智”，建于明崇祯四年（1631年），面阔13米，高11.5米。祖大乐石坊在北侧，名“登坛骏烈”，建于崇祯十一年（1638年），面阔5米，高12.6米。两石坊均为四柱三间五楼式，各楼均为单檐庑殿顶，明间两石柱各有一对石狮相靠。
兴城钟鼓楼在古城正中，建于明景泰五年（1454年），清乾隆四十二年（1777年）重修。楼台正方形，边长21米，砖砌，辟十字券洞，券阔4.85米，高3.3米。台上楼阁二层，卷棚歇山顶，面阔进深各五间。

- 兴城城墙
- 春和門